# Niedźwiedzkie (osada w powiecie oleckim)
Niedźwiedzkie – osada leśna w Polsce, położona w województwie warmińsko-mazurskim, w powiecie oleckim, w gminie Wieliczki.
W latach 1975–1998 miejscowość należała administracyjnie do województwa suwalskiego.